# Republika Czechosłowacka (1948–1960)
Republika Czechosłowacka (cz. i słow. Československá republika – ČSR) – oficjalna nazwa państwa czechosłowackiego od objęcia władzy przez komunistów  i uchwalenia nowej konstytucji w 1948 roku, aż do zmiany owej konstytucji, a także i nazwy państwa na Czechosłowacką Republikę Socjalistyczną.
Okres stalinowski był w Czechosłowacji bardziej dramatyczny i nie skończył się tak, jak w Polsce czy na Węgrzech w 1956 roku, lecz trwał aż do 1960 roku, kiedy zaczęła się powolna odwilż, czego świadectwem jest rozwój kultury (film, teatry, czasopisma). W 1964 roku formował się reformatorski ruch i podjęto próby zreformowania gospodarki. Proces ten osiągnął kulminację w czasie praskiej wiosny.